# 예브게니 미할스키
예브게니 이오시포비치 미할스키(러시아어: Евгений Иосифович Михальский, 우크라이나어: Євген Йосипович Михальський 예우헨 요시포비치 미하일스키[*], 에스페란토: Eŭgeno Miĥalski 에우게노 미할스키, 1897년 1월 21일~1937년년 10월 15일)는 우크라이나의 시인이자 노동 운동가, 에스페란티스토이다. 사회주의적 성향의 시들을 남겼다.

## 생애
1897년1월 21일 우크라이나 레티치우(우크라이나어: Летичів)에서 태어났다. 1911년에 에스페란토를 배웠다. 1917년에 사라토프에서 에스페란토 문학 잡지 《자유로운 급류》(에스페란토: Libera Torento)를 창간하고, 여기에 창작시와 번역시를 수록하였다. 직업으로는 교사 및 사서로 일했다.
1931년에는 국제 혁명 에스페란토 작가 협회(에스페란토: Internacia Asocio de Revoluciaj Esperantaj Verkistoj)를 다른 작가들과 창설하였고, 이 밖에도 《프롤레타리아 문학》(에스페란토: Proleta Literaturo)과 《국제 문학》(에스페란토: Internacia Literaturo) 등 잡지에서 오노레 부르기뇽(프랑스어: Honoré Bourguignon)과 공동 편집인으로 있었다.
1930년대 후반부터, 소비에트 연방은 에스페란티스토들을 탄압하기 시작하였다. 1937년 3월 16일 미할스키는 비밀 경찰 조직인 내무인민위원회에 의하여 체포되었다. 죄목은 ‘국가 전복을 노리는 트로츠키주의 조직 참여’였다. 같은 해 10월 14일 사형 선고를 받았고, 선고 다음날 키예프에서 총살되었다. 미할스키와 마찬가지로 국제 혁명 에스페란토 작가 협회 회원들 거의 모두가 1937년 체포되어 총살당했다.

## 작품
다음과 같은 시집이 있다.
- 《첫 물결》(에스페란토: La Unua Ondo, 1918년)
- 《두 수의 시》(에스페란토: Du Poemoj, 1922년)
- 《프롤로그》(에스페란토: Prologo, 1929년, 세계무민족성협회 출판)
- 《불길은 치유한다》(에스페란토: Fajro kuracas, 1932년, EKRELO 출판)
- 《사랑과 그리움의 노래들》(에스페란토: Kantoj de Amo kaj Sopiro, 1934년)